# Горан Драгичевич
Горан Драгичевич (англ. Goran Dragicevic; нар. 13 грудня 1983) — колишній американський тенісист.
Найвищу одиночну позицію світового рейтингу — 653 місце досяг 16 серпня, 2004, парну — 103 місце — 3 квітня, 2006 року.

## Титули на челленджерах

### Парний розряд: (3)
| Результат | Ранг | Дата     | Турнір                    | Покриття | Партнер          | Суперники                   | Рахунок       |
| --------- | ---- | -------- | ------------------------- | -------- | ---------------- | --------------------------- | ------------- |
| Перемога  | 1.   | Чер 2005 | Куенка (Еквадор), Еквадор | Ґрунт    | Мірко Пегар      | Марсело Мело Бруно Соарес   | 6–3, 7–6(7–5) |
| Перемога  | 2.   | Сер 2005 | Грамаду, Бразилія         | Тверде   | Мірко Пегар      | Бріан Дабуль Бруно Ечагарай | 6–3, 6–4      |
| Перемога  | 3.   | Жов 2005 | Карсон, США               | Тверде   | Ян-Майкл Гембілл | Коді Конлі Раян Ньюпорт     | 6–4, 6–3      |